# Operació Margalida
L' Operació Margalida fou el nom que durant la Segona Guerra Mundial, els alemanys donaren i planejaren en dues discretes operacions usant el nom en clau de Margarethe (Margalida en català).
L'Operació Margalida I (Betrieb Margarethe I) va ser l'ocupació Hongria per l'exèrcit alemany el 19 de març de 1944. El govern hongarès era un aliat de l'Alemanya nazi, però havia estat discutint un armistici amb els aliats. El dictador alemany Adolf Hitler descobrí estes discussions, i sentint-se traït pels hongaresos, ordenà a les tropes alemanys d'implementar l'Operació Margalida per capturar d'instal·lacions crítiques d'Hongria.
El líder hongarès, l'Almirall Miklós Horthy, va ser convidat per Hitler al palau de Klessheim, als afores de Salzburg, Àustria. Mentre ells portaven a terme les seves negociacions, Hongria va ser envaïda silenciosament per les forces alemanyes. L'ocupació fou una completa sorpresa i resultà ràpida i sense vessament de sang. D'acord amb algunes memòries alemanyes, els alemanys invasors van ser rebuts amb flors. Açò va ser probablement només veritat en les localitats habitades per l'ètnia germana. Esta invasió va ser recordada per molts dels invasors alemanys com la seva última guerra amb flors (Blumenkrieg).
L'Operació Margalida II (Betrieb Margarethe II) planejava la invasió alemanya de Romania en cas que el govern romanès decidira rendir-se davant els soviètics. Els romanesos es rendiren en el 1944, però l'Operació Margalida II mai va ser implementada.